# Armand Massonet
Armand Massonet (né à Saint-Gilles le 22 février 1892 et décédé à Jette le 11 mars 1979) est un peintre belge.
Il fit ses études à l’Académie des Beaux-Arts de Bruxelles et à l’École nationale supérieure des beaux-arts à Paris (dans la classe de Fernand Cormon), où il suivit les traces de van Gogh et de Toulouse-Lautrec. Durant la Première Guerre mondiale, Massonet servit dans l’armée belge comme brancardier tout en travaillant pour la section artistique militaire, croquant des scènes de guerre et de dévastation à travers toute la Belgique. Pendant qu’il était au front, il publia un journal artistique et littéraire intitulé Le Claque à Fond, fondé avec son ami Edmond Fouss (futur fondateur du Musée gaumais de Virton). Proche ami du peintre Alfred Bastien, qui dirige la section artistique, Armand Massonet participe à la réalisation du Panorama de l'Yser, vaste fresque des Flandres dévastée par la guerre. Après la guerre, il enseigna le dessin dans différentes écoles et académies de Bruxelles, tout en publiant des livres et des articles sur l’art et les techniques de dessin. Tandis qu'il affine sa méthode du croquis et du dessin vivant, il cherche également à introduire les nouvelles technologies dans son enseignement, comme le microscope ou le cinématographe. Avec le premier, il cherche dans la nature des formes nouvelles qui pourraient être utilisées dans le dessin décoratif, tandis que la décomposition du mouvement cinématographique sera la base de son enseignement. Durant cette période, il travailla avec divers artistes et écrivains de l’époque, tels que Victor Horta, René Lyr et Victor Boin. Après la Seconde Guerre mondiale il s’installa à Paris, où il continua à peindre et à publier des livres sur l’art et la peinture. C’est là qu’il fit la connaissance de peintres tels que Maurice de Vlaminck.
Il revint en Belgique dans les années 1950 et fréquenta de nombreux artistes et antiquaires de Bruxelles.
Il vécut à St Gilles, rue de la source, jusqu'à la fin des années 1970.
En 1974, il réalisa le portrait d'un Antiquaire de Bruxelles, son ami, Francois Chauveau. Ce tableau est actuellement recherché par sa famille.
L’œuvre de Massonet révèle une aptitude particulière à croquer et saisir le mouvement et la lumière. En tant que peintre, il réalisa de nombreuses vues de villes (Bruxelles, Paris, Venise) aussi bien que des scènes d’intérieur. Ses peintures abordèrent aussi le thème de la musique et de la danse, avec des portraits de jazz bands et de pianistes. Il produisit de nombreuses affiches et dessins publicitaires pour des entreprises comme Philips, Agfa-Gevaert ou la Société Nationale des Chemins de Fer Belge (SNCB) entre autres sur la Gaume (Belgique), ainsi que celle de l'exposition d'Arlon commémorant la "Bataille des Frontières" de 1914 (région de Virton).
On peut voir ses œuvres dans des musées de Bruxelles, Virton, Reims et Rīga.
Musée de Bruxelles : http://www.kikirpa.be/www2/cgi-bin/wwwopac.exe?LANGUAGE=2&FLD1=vv&VAL1=MASSONET,%20Armand&TRC1=off&DATABASE=object&LIMIT=50
Musée de Reims : https://musees-reims.fr/oeuvre/musique-de-chambre